# Alistair Overeem
Alistair Cees Overeem (Hounslow, Reino Unido;  17 de mayo de 1980) es un artista marcial mixto y kickboxer neerlandés que competía en la categoría de peso pesado en Ultimate Fighting Championship. Es excampeón de peso pesado de Strikeforce, DREAM y K-1, e hizo historia al ser el único luchador en tener el título mundial tanto en MMA como K-1 kickboxing al mismo tiempo.

## Primeros años
Overeem nació el 17 de mayo de 1980 en Hounslow, Reino Unido, de madre holandesa y padre jamaicano. Sus padres se divorciaron cuando él tenía seis años de edad. Su madre, Clair, se trasladó con Alistair y su hermano Valentijn a los Países Bajos, donde pasó el resto de su infancia.
Cuando era adolescente, Overeem compitió en judo, atletismo y baloncesto. Cuando tenía quince años, su hermano Valentijn lo llevó al gimnasio de Chris Dolman para enseñarle a defenderse. En un primer momento se encontró con la formación excesivamente violenta y agresiva, pero después del entrenamiento con Bas Rutten, Joop Kasteel y otros, con el tiempo aprendió a disfrutar de ella.

## Carrera de artes marciales mixtas

### Ultimate Fighting Championship
Después de mucha especulación, el 6 de septiembre de 2011, se anunció que Overeem había firmado un contrato con la UFC, y que su primera pelea sería contra el excampeón de peso pesado de UFC Brock Lesnar el 30 de diciembre de 2011 en UFC 141.
El 30 de diciembre de 2011, en UFC 141, Overeem hizo su debut en UFC en el evento principal derrotando al excampeón de peso pesado Brock Lesnar por nocaut técnico a los 2:26 de la primera ronda.
Overeem volvió tras un año fuera por su suspensión para enfrentarse a Antônio Silva el 2 de febrero de 2013 en UFC 156. En los días previos a la pelea, Overeem fue desdeñoso con las habilidades de Silva, afirmando que era mejor que su oponente en todos los aspectos. A pesar de ser el gran favorito en las apuestas y de haber ganado las rondas 1 y 2, un exceso de confianza le hizo perder ante Silva por KO en la tercera ronda.
En su tercera pelea con la promoción, Overeem se enfrentó a Travis Browne en el evento coestelar de UFC Fight Night: Shogun vs. Sonnen el 17 de agosto de 2013. Overeem demostró una gran superioridad al principio de la pelea, atacando a Browne con una ráfaga rodillazos y golpes. Browne se recuperó y derrotó a Overeem por nocaut a través de una patada frontal seguido de golpes de martillo a ras de lona.
Overeem se enfrentó a Frank Mir el 1 de febrero de 2014 en UFC 169. Overeem ganó la pelea por decisión unánime.
El 5 de septiembre de 2014, Overeem se enfrentó a Ben Rothwell en UFC Fight Night 50. Overeem perdió la pelea por nocaut técnico en la primera ronda.
Overeem se enfrentó a Stefan Struve el 13 de diciembre de 2014 en UFC on Fox 13. Overeem ganó la pelea por nocaut técnico en la primera ronda.
El 14 de marzo de 2015, Overeem se enfrentó a Roy Nelson en UFC 185. Overeem ganó la pelea por decisión unánime.
El 19 de diciembre de 2015, Overeem se enfrentó a Júnior dos Santos en UFC on Fox 17. Overeem ganó la pelea por nocaut técnico en la segunda ronda.
Overeem se enfrentó a Andrei Arlovski el 8 de mayo de 2016 en UFC Fight Night 87. Overeem ganó la pelea por nocaut técnico en la segunda ronda, ganando así el premio a la Actuación de la Noche.
Overeem se enfrentó a Stipe Miocic por el Campeonato de peso pesado de UFC el 10 de septiembre de 2016 en UFC 203. Perdió la pelea por nocaut en la primera ronda. Ambos peleadores recibieron el premio a la Pelea de la Noche.
Overeem enfrentó a Mark Hunt en una revancha el 4 de marzo de 2017 en UFC 209. Ganó la pelea por nocaut en la tercera ronda.
El 13 de julio de 2017, Overeem se enfrentó por tercera vez a Fabricio Werdum en UFC 213. Overeem ganó la pelea por decisión mayoritaria.
El 2 de diciembre de 2017, Overeem se enfrentó a Francis Ngannou en UFC 218. Overeem perdió la pelea por KO pasado el minuto y medio del primer round a través de un brutal uppercut propinado por el camerunés.
Overeem se enfrentó a Curtis Blaydes el 9 de junio de 2018 en el UFC 225. Perdió la pelea por TKO en la tercera ronda.
Irónicamente, tras la pelea Blaydes pasaría a ser compañero de entrenamiento de Alistair, tras el cambio de este a Elevation Fight Team.
El 25 de noviembre de 2018 en el UFC Fight Night 141, Overeem se enfrentó a Sergey Pavlovich, al cual derrotó por TKO en la primera ronda, arrebatando a este el estatus de invicto. Alistair atribuyó su victoria al cambio de gimnasio.
Después de más  de diez años en la UFC, Overeem fue despedido el 4 de marzo del 2021 de la UFC por no mostrarse más activo y por su bajo nivel competitivo en la industria.

## Vida personal
Overeem tiene una hija llamada Storm, nacida el 18 de octubre de 2006.

## Campeonatos y logros
| - Ultimate Fighting Championship - Actuación de la Noche (Una vez) - Pelea de la Noche (Una vez) - Strikeforce - Campeón de Peso Pesado de Strikeforce (Una vez; el primero) - PRIDE Fighting Championships - Torneo Peso Medio de PRIDE Grand Prix 2005 (Tercer lugar) - DREAM - Campeón de Peso Pesado de DREAM (Una vez, el primero) - 2 Hot 2 Handle - Campeón de Peso Semipesado (Una vez) - Torneo de Peso Semipesado (Campeón) - World MMA Awards - Peleador internacional del Año (2010) - Peleador internacional del Año (2011) | - K-1 - K-1 World Grand Prix 2009 (Tercer lugar) - K-1 World Grand Prix 2010 (Campeón) - Único atleta en ganar campeonatos mundiales en MMA y Kickboxing - Único peleador en conseguir 3 títulos mundiales - Primer peleador en ganar campeonatos en MMA y Kickboxing |

## Récord en artes marciales mixtas
| Récord profesional | Récord profesional | Récord profesional |
| 67 peleas          | 47 victorias       | 19 derrotas        |
| ------------------ | ------------------ | ------------------ |
| Nocaut             | 25                 | 15                 |
| Sumisión           | 17                 | 1                  |
| Decisión           | 5                  | 3                  |
| Sin resultado      | 1                  | 1                  |

| Resultado     | Récord    | Oponente                 | Método                                             | Evento                                        | Fecha                    | Asalto | Tiempo | Lugar                 | Notas                                                       |
| ------------- | --------- | ------------------------ | -------------------------------------------------- | --------------------------------------------- | ------------------------ | ------ | ------ | --------------------- | ----------------------------------------------------------- |
| Derrota       | 47-19 (1) | Aleksandr Volkov         | TKO (golpes)                                       | UFC Fight Night: Overeem vs. Volkov           | 6 de febrero de 2021     | 2      | 2:26   | Las Vegas, Nevada     |                                                             |
| Victoria      | 47-18 (1) | Augusto Sakai            | TKO (codazos y golpes)                             | UFC Fight Night: Overeem vs. Sakai            | 5 de septiembre de 2020  | 5      | 0:26   | Las Vegas, Nevada     |                                                             |
| Victoria      | 46–18 (1) | Walt Harris              | TKO (patada a la cabeza y golpes)                  | UFC on ESPN: Overeem vs. Harris               | 16 de mayo de 2020       | 2      | 3:00   | Jacksonville, Florida |                                                             |
| Derrota       | 45–18 (1) | Jairzinho Rozenstruik    | KO (golpe)                                         | UFC on ESPN: Overeem vs. Rozenstruik          | 7 de diciembre de 2019   | 5      | 4:56   | Washington D. C.      |                                                             |
| Victoria      | 45–17 (1) | Alexey Oleynik           | TKO (rodillazos y golpes)                          | UFC Fight Night: Overeem vs. Oleinik          | 20 de abril de 2019      | 1      | 4:45   | San Petersburgo       |                                                             |
| Victoria      | 44–17 (1) | Sergei Pavlovich         | TKO (golpes)                                       | UFC Fight Night: Blaydes vs. Ngannou 2        | 24 de noviembre de 2018  | 1      | 4:21   | Beijing               |                                                             |
| Derrota       | 43–17 (1) | Curtis Blaydes           | TKO (codazos)                                      | UFC 225                                       | 9 de junio de 2018       | 3      | 2:56   | Chicago, Illinois     |                                                             |
| Derrota       | 43–16 (1) | Francis Ngannou          | KO (golpe)                                         | UFC 218                                       | 2 de diciembre de 2017   | 1      | 1:42   | Detroit, Míchigan     |                                                             |
| Victoria      | 43–15 (1) | Fabrício Werdum          | Decisión (mayoritaria)                             | UFC 213                                       | 8 de julio de 2017       | 3      | 5:00   | Las Vegas, Nevada     |                                                             |
| Victoria      | 42–15 (1) | Mark Hunt                | KO (rodillazos)                                    | UFC 209                                       | 4 de marzo de 2017       | 3      | 1:44   | Paradise, Nevada      |                                                             |
| Derrota       | 41–15 (1) | Stipe Miocic             | KO (golpes)                                        | UFC 203                                       | 10 de septiembre de 2016 | 1      | 4:27   | Cleveland, Ohio       | Por el Campeonato de Peso Pesado de UFC; Pelea de la Noche. |
| Victoria      | 41–14 (1) | Andrei Arlovski          | TKO (patada frontal en salto y golpes)             | UFC Fight Night: Overeem vs. Arlovski         | 8 de mayo de 2016        | 2      | 1:12   | Róterdam              | Actuación de la Noche.                                      |
| Victoria      | 40–14 (1) | Júnior dos Santos        | TKO (golpes)                                       | UFC on Fox: dos Anjos vs. Cerrone 2           | 19 de diciembre de 2015  | 2      | 4:43   | Orlando, Florida      |                                                             |
| Victoria      | 39–14 (1) | Roy Nelson               | Decisión (unánime)                                 | UFC 185                                       | 14 de marzo de 2015      | 3      | 5:00   | Dallas, Texas         |                                                             |
| Victoria      | 38–14 (1) | Stefan Struve            | TKO (golpes)                                       | UFC on Fox: dos Santos vs. Miocic             | 13 de diciembre de 2014  | 1      | 4:13   | Phoenix, Arizona      |                                                             |
| Derrota       | 37–14 (1) | Ben Rothwell             | TKO (golpes)                                       | UFC Fight Night: Souza vs. Mousasi            | 5 de septiembre de 2014  | 1      | 2:19   | Ledyard, Connecticut  |                                                             |
| Victoria      | 37–13 (1) | Frank Mir                | Decisión (unánime)                                 | UFC 169                                       | 1 de febrero de 2014     | 3      | 5:00   | Newark, Nueva Jersey  |                                                             |
| Derrota       | 36–13 (1) | Travis Browne            | KO (patada frontal y golpes)                       | UFC Fight Night: Shogun vs. Sonnen            | 17 de agosto de 2013     | 1      | 4:08   | Boston, Massachusetts |                                                             |
| Derrota       | 36–12 (1) | Antônio Silva            | KO (golpes)                                        | UFC 156                                       | 2 de febrero de 2013     | 3      | 0:25   | Las Vegas, Nevada     | Eliminatoria por el título.                                 |
| Victoria      | 36–11 (1) | Brock Lesnar             | TKO (patada al cuerpo y golpes)                    | UFC 141                                       | 30 de diciembre de 2011  | 1      | 2:26   | Las Vegas, Nevada     | UFC debut.                                                  |
| Victoria      | 35–11 (1) | Fabrício Werdum          | Decisión (unánime)                                 | Strikeforce: Overeem vs. Werdum               | 18 de junio de 2011      | 3      | 5:00   | Dallas, Texas         | GP de Peso Pesado de Strikeforce (cuartos de final).        |
| Victoria      | 34–11 (1) | Todd Duffee              | KO (rodillazo y golpes)                            | Dynamite!! 2010                               | 31 de diciembre de 2010  | 1      | 0:19   | Saitama               | Ganó el Campeonato de Peso Pesado de DREAM.                 |
| Victoria      | 33–11 (1) | Brett Rogers             | TKO (golpes)                                       | Strikeforce: Heavy Artillery                  | 15 de mayo de 2010       | 1      | 3:40   | San Luis, Misuri      | Defendió el Campeonato de Peso Pesado de Strikeforce.       |
| Victoria      | 32–11 (1) | Kazuyuki Fujita          | KO (rodillazo)                                     | Dynamite!! 2009                               | 31 de diciembre de 2009  | 1      | 1:15   | Saitama               |                                                             |
| Victoria      | 31–11 (1) | James Thompson           | Sumisión (guillotine choke de pie)                 | DREAM 12                                      | 25 de octubre de 2009    | 1      | 0:33   | Osaka                 |                                                             |
| Victoria      | 30–11 (1) | Tony Sylvester           | Sumisión (guillotine choke de pie)                 | Ultimate Glory 11: A Decade of Fights         | 17 de octubre de 2009    | 1      | 1:23   | Ámsterdam             |                                                             |
| Victoria      | 29–11 (1) | Gary Goodridge           | Sumisión (kimura)                                  | Ultimate Glory 10: The Battle of Arnhem       | 9 de noviembre de 2008   | 1      | 1:42   | Arnhem                |                                                             |
| Sin resultado | 28–11 (1) | Mirko Filipović          | Sin resultado (rodillazo a la ingle)               | DREAM 6                                       | 23 de septiembre de 2008 | 1      | 6:09   | Saitama               | Overeem dio dos rodillazos en la ingle de Filipović.        |
| Victoria      | 28–11     | Mark Hunt                | Sumisión (keylock)                                 | DREAM 5                                       | 21 de julio de 2008      | 1      | 1:11   | Osaka                 |                                                             |
| Victoria      | 27–11     | Lee Tae-Hyun             | KO (golpes y rodillazo)                            | DREAM 4                                       | 15 de junio de 2008      | 1      | 0:36   | Kanagawa              |                                                             |
| Victoria      | 26–11     | Paul Buentello           | Sumisión (rodillazos al cuerpo)                    | Strikeforce: Four Men Enter, One Man Survives | 16 de noviembre de 2007  | 2      | 3:42   | San José, California  | Ganó el Campeonato inaugural de Peso Pesado de Strikeforce. |
| Derrota       | 25–11     | Sergei Kharitonov        | KO (golpe)                                         | HERO's 10                                     | 17 de septiembre de 2007 | 1      | 4:21   | Kanagawa              |                                                             |
| Victoria      | 25–10     | Michael Knaap            | Sumisión (guillotine choke)                        | K-1 World Grand Prix 2007                     | 23 de junio de 2007      | 1      | 4:51   | Ámsterdam             | Permanentemente movido a Peso Pesado.                       |
| Derrota       | 24–10     | Maurício Rua             | KO (golpes)                                        | PRIDE 33                                      | 24 de febrero de 2007    | 1      | 3:37   | Las Vegas, Nevada     |                                                             |
| Derrota       | 24–9      | Ricardo Arona            | Sumisión (golpes)                                  | PRIDE Final Conflict Absolute                 | 10 de septiembre de 2006 | 1      | 4:28   | Saitama               |                                                             |
| Derrota       | 24–8      | Antônio Rogério Nogueira | TKO (parada del equipo)                            | PRIDE Critical Countdown Absolute             | 21 de julio de 2006      | 2      | 2:13   | Saitama               | Retorno a Peso Semipesado.                                  |
| Victoria      | 24–7      | Vitor Belfort            | Decisión (unánime)                                 | Strikeforce: Revenge                          | 9 de junio de 2006       | 3      | 5:00   | San José, California  |                                                             |
| Derrota       | 23–7      | Fabrício Werdum          | Sumisión (kimura)                                  | PRIDE Total Elimination Absolute              | 5 de mayo de 2006        | 2      | 3:43   | Osaka                 | PRIDE GP 2006 de Peso Libre (ronda de apertura).            |
| Victoria      | 23–6      | Nikolajus Cilkinas       | Sumisión (armbar)                                  | WCFC: No Guts, No Glory                       | 18 de marzo de 2006      | 1      | 1:42   | Manchester            |                                                             |
| Victoria      | 22–6      | Sergei Kharitonov        | TKO (rodillazos)                                   | PRIDE 31                                      | 26 de febrero de 2006    | 1      | 5:13   | Saitama               | Movido a Peso Pesado.                                       |
| Derrota       | 21–6      | Maurício Rua             | TKO (golpes)                                       | PRIDE Final Conflict 2005                     | 28 de agosto de 2005     | 1      | 6:42   | Saitama               | PRIDE GP 2005 de Peso Medio (semifinal).                    |
| Victoria      | 21–5      | Igor Vovchanchyn         | Sumisión (guillotine choke)                        | PRIDE Critical Countdown 2005                 | 26 de junio de 2005      | 1      | 1:20   | Saitama               | PRIDE GP 2005 de Peso Medio (cuartos de final).             |
| Victoria      | 20–5      | Vitor Belfort            | Sumisión (guillotine choke)                        | PRIDE Total Elimination 2005                  | 23 de abril de 2005      | 1      | 9:36   | Osaka                 | PRIDE GP 2005 de Peso Medio (ronda de apertura).            |
| Derrota       | 19–5      | Antônio Rogério Nogueira | Decisión (unánime)                                 | PRIDE 29                                      | 20 de febrero de 2005    | 3      | 5:00   | Saitama               |                                                             |
| Victoria      | 19–4      | Hiromitsu Kanehara       | TKO (parada médica)                                | PRIDE 28                                      | 31 de octubre de 2004    | 2      | 3:52   | Saitama               |                                                             |
| Victoria      | 18–4      | Rodney Glunder           | Sumisión (guillotine choke)                        | 2H2H: Róterdam 2                              | 10 de octubre de 2004    | 1      | 1:32   | Róterdam              | Ganó el Campeonato de Peso Semipesado de 2H2H.              |
| Victoria      | 17–4      | Tomohiko Hashimoto       | TKO (rodillazos y golpes)                          | Inoki Bom-Ba-Ye 2003                          | 31 de diciembre de 2003  | 1      | 0:36   | Hyogo                 |                                                             |
| Derrota       | 16–4      | Chuck Liddell            | KO (golpes)                                        | PRIDE Total Elimination 2003                  | 10 de agosto de 2003     | 1      | 3:09   | Osaka                 | PRIDE GP 2003 de Peso Medio (cuartos de final).             |
| Victoria      | 16–3      | Mike Bencic              | TKO (Golpes tras sumisión por rodillazo al cuerpo) | PRIDE 26                                      | 8 de junio de 2003       | 1      | 3:44   | Kanagawa              |                                                             |
| Victoria      | 15–3      | Aaron Brink              | Sumisión (guillotine choke)                        | 2H2H: Simply the Best 6                       | 16 de marzo de 2003      | 1      | 0:53   | Róterdam              |                                                             |
| Victoria      | 14–3      | Bazigit Atajev           | TKO (rodillazo al cuerpo)                          | PRIDE 24                                      | 23 de diciembre de 2002  | 2      | 4:59   | Fukuoka               |                                                             |
| Victoria      | 13–3      | Dave Vader               | TKO (parada médica)                                | 2H2H: Simply the Best 5                       | 13 de octubre de 2002    | 1      | 3:17   | Róterdam              | Torneo de 2H2H de Peso Semipesado (final).                  |
| Victoria      | 12–3      | Moise Rimbon             | Sumisión (triangle choke)                          | 2H2H: Simply the Best 5                       | 13 de octubre de 2002    | 1      | 1:03   | Róterdam              | Torneo de 2H2H de Peso Semipesado (semifinal).              |
| Victoria      | 11–3      | Yusuke Imamura           | TKO (rodillazo y golpes)                           | PRIDE The Best Vol.2                          | 20 de julio de 2002      | 1      | 0:44   | Tokio                 |                                                             |
| Victoria      | 10–3      | Vesa Vuori               | TKO (golpes)                                       | 2H2H: Germany                                 | 26 de mayo de 2002       | 1      | 2:15   | Krefeld               |                                                             |
| Victoria      | 9–3       | Sergey Kaznovsky         | Sumisión (armbar)                                  | M-1 MFC: Russia vs. the World 3               | 26 de abril de 2002      | 1      | 3:37   | Saint Petersburg      |                                                             |
| Victoria      | 8–3       | Roman Zentsov            | Sumisión (keylock)                                 | 2H2H: Simply the Best 4                       | 17 de marzo de 2002      | 1      | 1:26   | Róterdam              |                                                             |
| Victoria      | 7–3       | Stanislav Nuschik        | TKO (rodillazos)                                   | 2H2H: Simply The Best 1                       | 18 de marzo de 2001      | 1      | 0:53   | Róterdam              |                                                             |
| Victoria      | 6–3       | Vladimer Chanturia       | Sumisión (rear-naked choke)                        | RIHGS: King of Kings 2000 Final               | 24 de febrero de 2001    | 1      | 1:06   | Tokio                 |                                                             |
| Victoria      | 5–3       | Peter Verschuren         | Sumisión (keylock)                                 | It's Showtime: Christmas Edition              | 12 de diciembre de 2000  | 1      | 1:06   | Haarlem               |                                                             |
| Derrota       | 4–3       | Bobby Hoffman            | KO (golpe)                                         | RINGS: Millennium Combine 2                   | 15 de junio de 2000      | 1      | 9:39   | Tokio                 |                                                             |
| Derrota       | 4–2       | Yuriy Kochkine           | Decisión (dividida)                                | RINGS Russia: Russia vs. The World            | 20 de mayo de 2000       | 2      | 5:00   | Yekaterinburg         |                                                             |
| Victoria      | 4–1       | Yasuhito Namekawa        | Sumisión (armbar)                                  | RINGS: Millennium Combine 1                   | 20 de abril de 2000      | 1      | 0:45   | Tokio                 |                                                             |
| Victoria      | 3–1       | Can Sahinbas             | KO (rodillazo)                                     | 2H2H: Róterdam                                | 5 de marzo de 2000       | 1      | 2:21   | Róterdam              |                                                             |
| Victoria      | 2–1       | Chris Watts              | KO (rodillazo al cuerpo)                           | RINGS Holland: There Can Only Be One Champion | 6 de febrero de 2000     | 1      | 3:58   | Utrecht               |                                                             |
| Derrota       | 1–1       | Yuriy Kochkine           | Decisión (mayoritaria)                             | RINGS: King of Kings 1999 Block A             | 28 de octubre de 1999    | 2      | 5:00   | Tokio                 |                                                             |
| Victoria      | 1–0       | Ricardo Fyeet            | Sumisión (guillotine choke)                        | It's Showtime - It's Showtime                 | 24 de octubre de 1999    | 1      | 1:39   | Haarlem               |                                                             |

## Registro en kickboxing
| Resultado | Récord | Oponente         | Método                  | Evento                                            | Fecha                    | Asalto | Tiempo | Localización |
| --------- | ------ | ---------------- | ----------------------- | ------------------------------------------------- | ------------------------ | ------ | ------ | ------------ |
| Victoria  | 11–4   | Badr Hari        | Decisión (Unánime)      | Gloria: Colisión 4                                | 8 de octubre de 2022     | 3      | 3:00   | Arnhem       |
| Victoria  | 10–4   | Peter Aerts      | KO (golpes)             | K-1 World Grand Prix 2010 Final, Final            | 11 de diciembre de 2010  | 1      | 1:07   | Tokio        |
| Victoria  | 9–4    | Gökhan Saki      | TKO (brazo roto)        | K-1 World Grand Prix 2010 Final, Semifinales      | 11 de diciembre de 2010  | 1      | 2:20   | Tokio        |
| Victoria  | 8–4    | Tyrone Spong     | Decisión (unánime)      | K-1 World Grand Prix 2010 Final, Cuartos de final | 11 de diciembre de 2010  | 3      | 3:00   | Tokio        |
| Victoria  | 7–4    | Ben Edwards      | TKO (golpes)            | K-1 World Grand Prix 2010 in Seoul Final 16       | 2 de octubre de 2010     | 1      | 2:08   | Seúl         |
| Victoria  | 6–4    | Dzevad Poturak   | KO (rodillazo)          | K-1 World Grand Prix 2010 in Yokohama             | 3 de abril de 2010       | 1      | 2:40   | Yokohama     |
| Derrota   | 5–4    | Badr Hari        | TKO (golpes)            | K-1 World Grand Prix 2009 Final, Semifinales      | 5 de diciembre de 2009   | 1      | 2:14   | Yokohama     |
| Victoria  | 5–3    | Ewerton Teixeira | KO (rodillazo)          | K-1 World Grand Prix 2009 Final, Cuartos de final | 5 de diciembre de 2009   | 1      | 1:06   | Yokohama     |
| Victoria  | 4–3    | Peter Aerts      | Decisión (unánime)      | K-1 World Grand Prix 2009 Final 16                | 26 de septiembre de 2009 | 3      | 3:00   | Seúl         |
| Derrota   | 3–3    | Remy Bonjasky    | Decisión (unánime)      | K-1 World GP 2009 in Yokohama                     | 28 de marzo de 2009      | 3      | 3:00   | Yokohama     |
| Victoria  | 3–2    | Badr Hari        | KO (golpe)              | Dynamite!! 2008                                   | 31 de diciembre de 2008  | 1      | 2:07   | Saitama      |
| Victoria  | 2–2    | Jürgen Dolch     | KO (golpe)              | Ultimate Glory 3: Upside Down                     | 20 de mayo de 2007       | 1      | 2:02   | Amersfoort   |
| Derrota   | 1–2    | Glaube Feitosa   | KO (golpe)              | Kyokushin vs K-1 2004 All Out Battle              | 30 de mayo de 2004       | 1      | 2:13   | Tokio        |
| Derrota   | 1–1    | Errol Parris     | TKO (parada del equipo) | K-1 Holland GP 2001 in Arnhem                     | 24 de febrero de 2001    | 3      | 1:22   | Arnhem       |
| Victoria  | 1–0    | Paul Hordijk     | Decisión (unánime)      | Thaiboxing Event in Veenendaal                    | 14 de marzo de 1999      | 3      | 2:00   | Veenendaal   |